# 5370 Taranis
5370 Taranis eller 1986 RA är en asteroid i huvudbältet som upptäcktes den 2 september 1986 av den franske astronomen Alain Maury vid Palomar-observatoriet. Den är uppkallad efter den keltiska guden Taranis.
Asteroiden har en diameter på ungefär 3 kilometer och den tillhör asteroidgruppen Amor.